# 八百里站
八百里站是杭州地铁16号线的一个高架车站，位于中华人民共和国浙江省杭州市临安区锦北街道科技大道八百里路交叉口东侧，沿科技大道东西向布置。该站站名来源自其所处的八百里自然村，意为八百岁老人的故里，因传说中彭祖曾在此地居住而得名。

## 车站结构
八百里站为高架三层岛式站台，位于科技大道中央绿化带内，东侧设有停车线，建筑面积约13650平方米。

### 楼层分布
| 3层 |                    | █ 16号线 往九州街（青山湖）       |  |  |
|     | 岛式站台，左侧开门 |                                   |  |  |
|     |                    | █ 16号线 往绿汀路（青山湖科技城） |  |  |
| 2层 | 站厅               | 自动售票机、客服中心、车站控制室  |  |  |
| 1层 | 地面               | 出入口                            |  |  |

- 站厅
- 站台

## 出入口
| 编号                                                        | 出口标识     | 建议前往的目的地 |
| ----------------------------------------------------------- | ------------ | ---------------- |
| 出EXIT A                                                    |              |                  |
| 出EXIT B                                                    |              |                  |
| 出EXIT C1                                                   |              |                  |
| 出EXIT C2                                                   |              |                  |
| 出EXIT D                                                    | 科技大道南侧 |                  |
| 註： 设有卫生间 \| 设有第三卫生间 \| 设有母婴室 \| 设有电梯 |              |                  |

## 车站周边
八百里站毗邻青山湖，乘客可通过此站前往青山湖水上森林公园及青山湖绿道。车站周边主要为旅游服务用地及居民区。
车站周边的主要设施有：
- 八百里养生园

## 接驳交通
- 杭州公交

## 历史
- 2017年9月14日，车站由高架二层车站变更为高架三层站，并由科技大道南侧移至科技大道路中绿化带设置。此外，原设于高新园区站（现青山湖站）的停车线移至该站东端高架设置。[4]
- 2019年3月25日，车站定名为八百里站。[1]
- 2020年4月23日，车站投入运营[7]。初期启用C1、C2、D出入口[8]。